# グランドフィナーレ (映画)
『グランドフィナーレ』（原題: Youth – La giovinezza）は、2015年のイタリア・フランス・イギリス・スイス合作のドラマ映画。監督・脚本はパオロ・ソレンティーノ、主演はマイケル・ケインが務める。

## 物語
楽曲「シンプル・ソング」で名声を得た音楽家のフレッドは娘のレナ、親友の映画監督ミックとともにスイスのアルプスで休暇を過ごしていた。ミックは自身が監督する最後の作品となるであろう映画の脚本の執筆に取り組んでいたが、一方のフレッドは指揮者として復帰する意欲はなく、英国王子の誕生日に演奏会を開いてほしい、との女王の依頼を拒み続けていた。そしてふたりは、スイスのホテルに滞在するセレブたちをタネに無責任な噂話に興じていた。だが、ミックの息子を夫にもつレナは、父親に主人の裏切りを訴える。軽く慰めの言葉でお茶を濁したフレッドは、レナに不倫の真相を暴かれて自らの父親失格ぶりを意識させられた。一方、ミックのもとには最愛の女優、ブレンダが現われる。ミックの才能の枯渇を理由に、ブレンダは次作出演の辞退を宣言し、衝撃に耐えきれないミックは自らの人生に幕を引く。音楽にしか自分の生きる道はないことを思い知らされたフレッドは、「シンプル・ソング」の指揮を断ってきた理由を明かして自作演奏に応じる。

## キャスト
※括弧内は日本語吹替
- フレッド・バリンジャー - マイケル・ケイン（佐々木敏）
- ミック・ボイル - ハーヴェイ・カイテル（野島昭生）
- レナ・バリンジャー - レイチェル・ワイズ（湯屋敦子）
- ジミー・トリー - ポール・ダノ（浅沼晋太郎）
- ブレンダ・モレル - ジェーン・フォンダ（一城みゆ希）
- ディエゴ・マラドーナ - ローリー・セラーノ（スペイン語版）
- 女王の使者 - アレックス・マックイーン（英語版）
- ルカ・モロダー - ロバート・シーサラー（ドイツ語版）
- ジュリアン・ボイル - エド・ストッパード（英語版）
- 本人役 - パロマ・フェイス（英語版）
- 本人役 - マーク・コズレック（英語版）
- ミス・ユニバース - マダリーナ・ディアナ・ゲネア（英語版）
- 本人役 - スミ・ジョー
- 本人役 - ヴィクトリア・ムローヴァ
- その他の日本語吹き替え‐齋藤寛仁/森なな子/田村真/山田浩貴/杉山滋美/朝井彩加/大泊貴揮/中村和正/森千晃/こばたけまさふみ/米倉希代子

## 製作
本作はソレンティーノにとって『きっと ここが帰る場所』に次いで2本目の英語作品である。
本作の主要撮影は2014年5月にスイスで始まった。ホテルのシーンには、現地の5つ星ホテルが使用され、キャストとスタッフは撮影期間中そのホテルに宿泊していた。また、ローマとヴェネツィアでも撮影は行われた。
最後のオーケストラのシーンはBBC交響楽団、ソプラノ歌手のスミ・ジョー、バイオリニストのヴィクトリア・ムローヴァによって演奏された。

## 公開
本作は2015年5月に開催された第68回カンヌ国際映画祭のコンペティション部門に出品され、パルムドールを争ったが、受賞は逃した。また、本作は9月に開催された第40回トロント国際映画祭のスペシャル・プレゼンテーションでも上映された。その直後、フォックス・サーチライトが本作の北米配給権を獲得した。

## 評価
本作は批評家から高く評価されている。映画批評集積サイトのRotten Tomatoesには25件のレビューがあり、批評家支持率は71%、平均点は10点満点で7.8点となっている。サイト側による批評家の意見の要約は「美しい画面と見事な演技がある。『グランドフィナーレ』は魅力ある名優たちのアンサンブルを見せてくれる。ただし、欠点がないわけではない」となっている。また、Metacriticには9件のレビューがあり、加重平均値は78/100となっている。
『バラエティ』のジェイ・ワイスバーグは「ソレンティーノ監督の作品の中で、最も繊細な作品だ。人生の叡智というものは年齢とともに失われたたり、新たに獲得されたりする。また、人生の途中で思い出すこともある。そんな叡智を温かいまなざしで考察している」と述べている。『ハリウッド・リポーター』のトッド・マッカーシーは「『グランドフィナーレ』は快楽の饗宴というべき作品だ。作品全体が映画の与える快感に浸っているようだ」と述べている。
批判的な評価を下している批評家もいる。『デイリー・テレグラフ』のロビー・コリンは本作に関して「ゴージャスではあるがある種の不気味さを感じる。中心となっている主題が明瞭ではない」と評している。『ガーディアン』のピーター・ブラッドショーは本作に5つ星評価で3つ星を与え「『グランドフィナーレ』は優雅で能弁ではあるが、どうも気迫に欠ける。失われてしまった時間に対する老人の後悔はマッチョイズム的であり、面白みもなく実りあるものでもない。しかも感傷的になっている」と述べている。

### 受賞
| 年   | 映画賞                 | 賞     | 対象                   | 結果       |
| ---- | ---------------------- | ------ | ---------------------- | ---------- |
| 2015 | 第28回ヨーロッパ映画賞 | 作品賞 |                        | 受賞       |
| 2015 | 第28回ヨーロッパ映画賞 | 監督賞 | パオロ・ソレンティーノ | 受賞       |
| 2015 | 第28回ヨーロッパ映画賞 | 男優賞 | マイケル・ケイン       | 受賞       |
| 2016 | 第88回アカデミー賞     | 歌曲賞 | Simple Song #3         | ノミネート |